# Mallerenga frontblanca
La mallerenga frontblanca o mallerenga de front blanc (Sittiparus semilarvatus) és una espècie d'ocell passeriforme que pertany a la família Pàridsendèmic de les Filipines.

## Descripció
És un ocell grassonet d'uns 13 cm de llarg, amb una cua relativament llarga. El plomatge és principalment negrós i es caracteritza per presentar una taca blanca que ocupa el front i la brida.

## Taxonomia
Va ser descrit científicament per l'ornitòleg italià Tommaso Salvadori l'any 1865 amb el nom binomial Melaniparus semilarvatus. Més tard l'espècie va ser transferida al gènere Parus. El 2014, es va restaurar el gènere Sittiparus, entre d'altres, i es va redistribuir gran part de les espècies de la família com a resultat d'un estudi filogenètic. El gènere Sittiparus va ser descrit originalment pel naturalista belga Edmond de Sélys Longchamps i 1884, amb la mallerenga variable com a espècie tipus nomenclatural.
Es reconeixen tres subespècies:
- S.s. snowi (Parkes, 1971) – ocupa el nord-est de Luzon.
- S.s. semilarvatus (Salvadori, 1865) – es troba en el centre i sud de Luzon.
- S.s. nehrkorni (Blasius, W, 1890) – s'estén per Mindanao.

## Hàbitat i estat de conservació
La UICN ha avaluat aquest ocell com a gairebé amenaçat. La principal amenaça d'aquesta espècie és la pèrdua d'hàbitat amb l'eliminació a l'engròs dels hàbitats forestals com a resultat de l'explotació forestal, la conversió agrícola i les activitats mineres que es produeixen a l'àrea de distribució.
No hi ha mesures de conservació específiques per aquesta espècie, però sí que es produeix en àrees protegides com el Parc Natural Sierra Madre del Nord i el Parc Nacional de Bataan.